# Peren-Clement-Index
Der nach Franz Wilhelm Peren und Reiner Clement benannte Peren-Clement-Index stellt einen Risikoindex zur Einschätzung von Länderrisiken bei Direktinvestitionen dar. Er ist einer von zwei etablierten Indizes zur Länderrisikoanalyse.
Der Risikoindex wird durch die folgenden drei Faktoren bestimmt, die unterschiedlich gewichtet werden:
- Unternehmensübergreifende Faktoren,
- Kosten- und produktionsorientierte Faktoren und
- Absatzorientierte Faktoren.

Zu den unternehmensübergreifenden Faktoren zählen:
- Politisch-soziale Stabilität,
- Staatliche Einflussnahme auf Unternehmensentscheidungen und bürokratische Hemmnisse,
- Allgemeine Wirtschaftspolitik,
- Investitionsanreize,
- Durchsetzbarkeit vertraglicher Vereinbarungen und
- Die Einhaltung von Schutzrechten bei Technologie- und Know-how-Transfer.

Zu den kosten- und produktionsorientierten Faktoren zählen:
- Rechtliche Beschränkungen der Produktion,
- Kapitalkosten im Standortland und Möglichkeiten des Kapitalimports,
- Verfügbarkeit und Kosten des Erwerbs von Grundstücken und Immobilien,
- Verfügbarkeit und Kosten der Arbeit,
- Verfügbarkeit und Kosten von Anlagegütern, Roh-, Hilfs- und Betriebsstoffen im Standortland,
- Handelshemmnisse bei Güterimport und
- Verfügbarkeit und Qualität der Infrastruktur sowie staatlicher Dienstleistungen.

Zu den absatzorientierten Faktoren zählen:
- Größe und Dynamik des Marktes,
- Wettbewerbssituation,
- Zuverlässigkeit, Qualität einheimischer Vertragspartner,
- Qualität und Möglichkeiten des Absatzes und
- Handelshemmnisse bei Export aus dem Standortland.

Je nach Investitionstyp bzw. Motive der jeweiligen Unternehmen ergeben sich andere Standortfaktoren bzw. unterschiedliche Gewichtungen der verschiedenen Faktoren. Für die kostenorientierte Auslandsinvestition werden die Faktoren der kosten- und produktionsorientierten Faktoren ein höheres Gewicht bekommen und sich die Standortwahl danach entscheiden. Hingegen werden für die absatzorientierten Investitionen die Faktoren wie Wettbewerbssituation, Größe des Marktes eine höhere Bedeutung erlangen.

## Vorgehensweise
Zunächst erfolgt zu den ausgewählten Faktoren jeweils eine individuelle Gewichtung, die je nach Wichtigkeit der einzelnen Faktoren zwischen 1,5 und 3 liegen kann. Siehe folgendes Beispiel:
| Unternehmensübergreifende Faktoren                                                    | Punkte  | Gewichtung | Ergebnis |
| ------------------------------------------------------------------------------------- | ------- | ---------- | -------- |
| * Politisch-soziale Stabilität                                                        | ....... | 2          | .......  |
| * Staatliche Einflussnahme auf Unternehmensentscheidungen und bürokratische Hemmnisse | ....... | 2          | .......  |
| * Allgemeine Wirtschaftspolitik                                                       | ....... | 2          | .......  |
| * Investitionsanreize                                                                 | ....... | 1,5        | .......  |
| * Durchsetzbarkeit vertraglicher Vereinbarungen                                       | ....... | 3          | .......  |
| * Einhaltung von Schutzrechten bei Technologie- und Know-how-Transfer                 | ....... | 2,5        | .......  |

| Kosten-, produktionsorientierte Faktoren                                                      | Punkte  | Gewichtung | Ergebnis |
| --------------------------------------------------------------------------------------------- | ------- | ---------- | -------- |
| * Rechtliche Beschränkungen der Produktion                                                    | ....... | 2,5        | .......  |
| * Kapitalkosten im Standortland und Möglichkeiten des Kapitalimports                          | ....... | 2          | .......  |
| * Verfügbarkeit und Kosten des Erwerbs von Grundstücken und Immobilien                        | ....... | 1,5        | .......  |
| * Verfügbarkeit und Kosten der Arbeit                                                         | ....... | 3          | .......  |
| * Verfügbarkeit und Kosten von Anlagegütern, Roh-, Hilfs- und Betriebsstoffen im Standortland | ....... | 2          | .......  |
| * Handelshemmnisse bei Güterimport                                                            | ....... | 2          | .......  |
| * Verfügbarkeit und Qualität der Infrastruktur sowie staatlicher Dienstleistungen             | ....... | 2          | .......  |

| Absatzorientierte Faktoren                                | Punkte  | Gewichtung | Ergebnis |
| --------------------------------------------------------- | ------- | ---------- | -------- |
| * Größe und Dynamik des Marktes                           | ....... | 3          | .......  |
| * Wettbewerbssituation                                    | ....... | 2,5        | .......  |
| * Zuverlässigkeit, Qualität einheimischer Vertragspartner | ....... | 2          | .......  |
| * Qualität und Möglichkeiten des Absatzes                 | ....... | 2          | .......  |
| * Handelshemmnisse bei Export aus dem Standortland        | ....... | 2,5        | .......  |

In einem weiteren Schritt werden zu jedem einzelnen Faktor Punkte für das analysierte Land vergeben. Die Spanne reicht dabei von 0 (extrem ungünstig) bis 3 (außerordentlich günstig). Diese werden dann in die obige Tabelle eingetragen und mit der jeweils vorher festgelegten Gewichtung multipliziert. Dadurch ergibt sich dann eine erreichte Gesamtpunktzahl für das jeweilige Land. Wie die Gesamtpunktzahl interpretiert werden kann, wird im folgenden Abschnitt erläutert.
Durch die Multiplikation der Maximalpunktzahl 3 mit den jeweils ausgewählten Gewichtungen der einzelnen Faktoren ergibt sich eine maximal erreichbare Punktzahl. Für das oben aufgeführte Beispiel ergibt sich eine maximal erreichbare Gesamtpunktzahl von 120 Punkten. In einem weiteren Schritt erfolgt dann eine Klassifizierung des Auslandsrisikos. Diese kann wie folgt aussehen:
| Abstufung von Länderrisiken (bei maximal 120 Punkten):                                              |
| --------------------------------------------------------------------------------------------------- |
| Über 90 Punkte = kein erkennbares Risiko                                                            |
| 80 – 89 Punkte = geringes Risiko                                                                    |
| 70 – 79 Punkte = mäßiges Risiko und Hindernisse im täglichen Betrieb, Risikoabsicherung empfohlen   |
| 60 – 69 Punkte = relativ hohes Risiko, schlechtes Investitionsklima, Risikoabsicherung unumgänglich |
| unter 60 Punkte = Standort ist für Direktinvestitionen nicht zu empfehlen                           |

Die erreichte Gesamtpunktzahl für das jeweilige Land kann jetzt in das oben beschriebene Modell eingeordnet werden. Somit lassen sich die jeweiligen Länderrisiken in Klassen abstufen und eine Risikoeinschätzung gegeben werden.
Von hohem Nutzen ist die Verwendung von kritischen Größen, den sogenannten Knock-out-Variablen. Werden vorher bestimmte Schlüsselfaktoren als Knock-out-Variablen festgelegt und erhält ein Land darin Punktewerte kleiner 2, so ist die Direktinvestition abzulehnen. Das gilt auch für den Fall, dass alle anderen Faktoren positive Werte erhalten haben und die Gesamtpunktzahl ein gutes Ergebnis aufzeigt und damit den Standort als positiv erscheinen lässt.